# Diploglossus delasagra
Diploglossus delasagra — вид веретільницеподібних ящірок родини Diploglossidae. Ендемік Куби. Вид названий на честь іспанського ботаніка Рамона де ла Сагри.

## Опис
Ящірки Diploglossus delasagra — відносно невеликі представники свого роду, їх довжина (без врахування хвоста) становить 12 см. Кінцівки у них короткі, верхня частина тіла ккоричнева, боки темно-бурі або чорні, нижня частина тіла жовтувато-кремова.

## Поширення і екологія
Diploglossus delasagra мешкають на заході Куби (від Пінар-дель-Ріо до Санкті-Спіритус), а також на острові Ісла-де-ла-Хувентуд. Вони живуть в широколистяних тропічних лісах, на узліссях, в садах і на плантаціях. Відкладають яйця.